# Parti réformiste (Afrique du Sud)
Le parti réformiste (Reform Party en anglais ou Reformisteparty en afrikaans) est un parti politique d'Afrique du Sud fondé le 11 février 1975 par des dissidents du parti uni mené par Harry Schwarz. Le parti réformiste n'a qu'une brève existence de 5 mois car en juillet 1975, il fusionne avec le parti progressiste de Colin Eglin pour former le parti progressiste réformiste. 
Tant le parti progressiste que le parti réformiste ont été créés par des dissidents du parti uni. 

## Origines

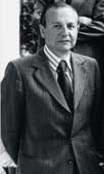
Harry Schwarz

Au début des années 1970, le parti uni est un parti conservateur qui a voté en faveur de plusieurs des lois destinées à maintenir l'ordre public. En outre, par respect scrupuleux de la souveraineté sud-africaine, il s'est à plusieurs reprises montré solidaire du parti national face aux critiques internationales. Sur le plan de la politique raciale, le parti propose de créer un État sud-africain décentralisé sous forme de fédération de communautés identifiées en fonction de considérations ethniques et géographiques. Pour le parti uni, la coopération politique entre les divers groupes raciaux d'Afrique du Sud ne peut se faire qu'à partir du moment où chaque peuple d'Afrique du Sud s'estime en sécurité, que ce soit au niveau politique ou culturelle. Le parti uni estime être le seul à pouvoir établir cette sécurité et rejette l'idée d'un état dans lequel un parlement fédéral serait dominé par des groupes représentants les populations noires qui finiraient par imposer leurs volontés aux minorités raciales. 

Peu convaincant ou convaincue sur sa politique en matière raciale, le parti uni est victime de divisions internes. Harry Schwarz, le chef de file de la faction libérale anti-apartheid du Parti uni, entreprend de régénérer le mouvement de l'intérieur en proposant d'en faire un parti plus innovant et agressif pour contrer la politique raciale du gouvernement. Cependant, Schwarz et ses alliés politiques, principalement basés dans la province du Transvaal, se heurtent à Sir de Villiers Graaff ainsi qu'à la «vieille garde» du parti. Les divisions internes au sein du parti uni entre les libéraux et les conservateurs au Transvaal tournent à l'affrontement en août 1973 quand Schwarz obtient l'éviction de Marais Steyn de la direction du parti uni du Transvaal. Pour Schwarz, Marais Steyn est un symbole de ceux qui veulent maintenir un «leadership blanc" en Afrique du Sud. 

Nouveau chef du parti uni au Transvaal, Schwarz rencontre le chef Mangosuthu Buthelezi, le 4 janvier 1974, avec lequel il signe la Déclaration Mahlabatini  en faveur de l'établissement d'une société non raciale en Afrique du Sud. La déclaration expose notamment la volonté de ses signataires d'établir une relation de confiance et de fonder une Afrique du Sud post-apartheid basée sur l'égalité des chances, le bonheur et la sécurité. L'engagement est affirmé que le changement politique et social en Afrique du Sud ne doit se faire que par des moyens pacifiques. pour la première fois dans l'histoire sud-africaine contemporaine, un document écrit atteste d'une communauté d'idées et de visions politique entre des dirigeants politiques blancs et noirs. Si la déclaration ravit les libéraux des différents mouvements politiques du pays ainsi que la presse libérale, elle met en colère les membres conservateurs du parti uni et suscite la condamnation et les moqueries du parti national et de sa presse. Harry Schwarz est néanmoins élu à la chambre de l'assemblée du parlement pour la circonscription de Yeoville lors des élections d'avril 1974, reprenant le siège de Marais Steyn désormais rallié au parti national. Il arrive au parlement avec plusieurs alliés (notamment Dick Enthoven, David Dalling et Horace van Rensburg).

Mais la nouvelle génération se heurte rapidement de nouveau à la vieille garde et Schwarz est expulsé du parti par Sir De Villiers Graaff. Plusieurs de ses partisans décident alors de quitter le parti uni et vont fonder avec Schwarz le parti réformiste dont il devient le chef.

## Fondation
Partisan d'une opposition vigoureuse à l'apartheid, le parti réformiste est créé le 11 février 1975 par Harry Schwarz et trois autres députés exclus ou démissionnaires du parti uni. Pour ces réformistes, le parti uni ne fait que courir après le parti national au pouvoir et a renoncé à proposer une solution réellement alternative à l'apartheid. Lors de son congrès fondateur, le parti reçoit le soutien de deux sénateurs, de dix membres du conseil provincial du Transvaal (sur les treize que comptait le parti uni), de quatorze des trente-six conseillers municipaux de Johannesbourg et de quatre conseillers municipaux de Randburg. En prenant dix élus au conseil provincial du Transvaal, il supplante le parti uni (réduit à trois élus) et obtient le statut d'opposition officielle au sein du Conseil provincial.

## Dissolution
Le 25 juillet 1975, le parti réformiste fusionne avec le parti progressiste pour devenir le Parti progressiste réformiste (Progressive Reform Party - PRP) et constituer un groupe parlementaire de 11 députés.

## Membres notables
- Harry Schwarz, député de Yeoville de 1974 à 1991
- David Dalling, député de Sandton de 1974 à 1994
- Richard Dick Enthoven, député de Randburg de 1974 à 1977
- Horace van Rensburg, député de Bryanston de 1974 à 1987